# Mahmut Baran
Mahmut Baran (født 1. marts 1959 i Kuşça, Tyrkiet) er en svensk jurist og dommer i Øverste forvaltningsdomstol i Sverige. Mahmut Baran er af kurdisk oprindelse. Han blev dommer i 2014.
Mahmut Baran forlod Tyrkiet i 1978 og kom på et fly til København. Med ambitioner om fortsatte studier vurderede han, at det ville være bedre for ham at forlade Danmark. Han forlod Danmark samme år. Baran var kun 19 år, da han ankom til Sverige som flygtning og søgte asyl. Indtil 1984 var han politisk aktiv i Sverige.
Baran blev uddannet økonom fra Stockholms Universitet i 1988 og blev en skatterådgiver på Skatteverket (i Danmark: SKAT), hvor han var deltidsansat på grund af fortsatte studier til jurist. Han arbejdede bl.a. som skattekonsulent og ekspert hos det svenske skattekontor i 1988–2001. Baran blev uddannet jurist fra Stockholms Universitet i 2001. Efter eksamen arbejdede han fra 2001 til 2006 i advokatfirmaet Linklaters. Han blev medlem af det Svenske advokatsamfund i 2006. Baran arbejdede i advokatfirmaet Bird & Bird 2006–2014 og blev partner i 2008.
Den 15. maj 2014 udpegede den svenske regering Mahmut Baran til dommer i Øverste forvaltningsdomstol i Sverige, som han tiltrådte den 15. oktober 2014.< Mahmut Baran blev den første person med udenlandsk baggrund som sidder i den Øverste forvaltningsdomstol blandt de øvrige 14 dommere.
Han bor i Södermalm, Stockholm.